# 方岳朝
方岳朝（16世紀—17世紀），字宗溟，湖廣襄陽府穀城縣人，明朝政治人物。

## 生平
方岳朝是萬曆三十七年（1609年）己酉科湖廣鄉試舉人，授昭化知縣，天啟六年（1626年）調萬年知縣，為政剛正不阿，人們不敢干以私，屬下胥吏均收斂，陞南京兵馬司指揮，改工部主事，陞員外郎、戶部郎中，榷九江關稅有名聲，崇禎十七年（1644年）得知弟方岳貢被大順政權拷掠並自縊後隨即辭官回鄉。
然而錢海岳《南明史》則稱他曾在弘光帝朝廷任戶部浙江司員外郎。

## 引用
1. 1 2  同治《穀城縣志·卷五》：方岳朝，字宗溟，萬厯己酉舉人，授昭化令，後遷戶部郎，出榷九江稅，至今南商猶頌「九江松江同清」云。
2. ↑  同治《（江西）萬年縣志·卷四》：方岳朝，湖廣穀城人，天啟六年由舉人知縣事，性耿介，人不敢干以私，胥隸皆斂衽悚息，陞南京兵馬指揮，轉工部主事、員外郎，戶部郎中，聞弟岳貢殉難，即解組歸。
3. ↑  錢海岳《南明史·卷三十一·列傳第七》：（弘光）時戶部司官先後可紀者，為葛遇朝、張弘弼、吳國斗、雍鳴鸞、趙明遠、許承欽、任弘震、區志遠、秦堈、夏時泰、曹璣、陸禹思、張大章、何應璜、方岳朝、周憲申、蔡元宸、陳宗大、趙翼心、盛黃、周伯瑞、張永禧、劉世斗、侯鼎鉉、傅如湯、張鼎隅、趙悅心、王際泰、章甫、徐懋賢、倪元善。……岳朝，穀城人。大學士岳貢兄。天啟中舉於鄉。萬年知縣，遷工部主事，轉浙江司員外郎。